# Clan Tsumori
Le clan Tsumori était un clan japonais qui appartenait à une famille sacerdotale (en). La famille a une lignée remontant aux temps anciens et est le prêtre en chef héréditaire de sanctuaire de Sumiyoshi-taisha (Sumiyoshi-ku, ville d'Osaka , préfecture d'Osaka). Après la restauration Meiji, la famille est aussi devenue baronniale au sein de la noblesse. 
Le clan Tsumori est un clan japonais. Ils ont été les prêtres principaux de Sumiyoshi-taisha depuis le règne de l'empereur Ōjin. Ils descendent du Tenson-zoku comme mentionné dans le Shinsen Shōjiroku. Le clan Tsumori, dont les membres ont succédé au poste de prêtre en chef de Sumiyoshi-taisha depuis le règne de l'empereur Ōjin, sont les descendants du fils de Tamomi no Sukune, Tsumori no Toyoada (ou Tsumori no Toyonogodan).

## Généalogie
Le clan Tsumori serait un clan descendant d'Amenohoakari . D'après le Sumiyoshi Taisha Jindai-ki (ja), sous le règne de l'empereur Suinin et de l'empereur Keikō, le fils d'Ominagata no Mikoto, Omitanosukune, était actif au sanctuaire.
Le projet généalogie du clan Amabé (海部氏系図, Amabe-shi Keizu) est un document célèbre conservé au sanctuaire de Kono. Il date du début de la période Heian et est considéré comme le plus ancien arbre généalogique du Japon. Le clan revendique une descendance d' Amenohoakari, et a servi en tant que kuni-no-miyatsuko (gouverneur régional) de la province de Tanba avant d'être divisé en Tamba et Tango. Le document enregistre 82 générations de descendance d' Amenohoakari. Il a été désigné trésor national en 1972.
Dans Shinsen Shōjiroku, les descendants d'Amatsuhikone, Ame-no-Hohi, et Amanomichine, avec les descendants d'Amenohoakari sont appelés Tenson-zoku (天孫族). Le Tenson-zoku descend de Takamagahara (Plaine du Haut Ciel) vers Owari et Tanba, et sont considérés comme les ancêtres des clan Owari, clan Tsumori, clan Amabé, et Clan Tanba. Beaucoup de ces clans sont devenus des kuni no miyatsuko ou gouverneurs régionaux,.
La tribu Tenson descend de Takamagahara pour conquérir Ashihara no Nakatsukuni (littéralement, la Terre centrale des plaines de roseaux) dans la région de Kyūshū. Dirigés par l'empereur Jimmu, ils avancèrent vers l'est à travers la région de Chugoku jusqu'à la région du Kansai. Après avoir vaincu les familles dirigeantes de l'ouest du Japon, ils fondèrent la dynastie Yamato (Wakoku) qui était gouverné par le Okimi (en) (empereur). La dynastie a étendu son pouvoir aux régions de Chubu et de Kanto et s'est développée jusqu'au Japon tel que nous le connaissons aujourd'hui.
La généalogie du clan Amabe (海部氏系図, Amabe-shi Keizu), qui enregistre ces quatre clans comme descendants d'Amenohoakari, est un document falsifié, et ces clans descendent en réalité de la divinité marine Watatsumi. De plus, la généalogie du clan Owari inclut l'arrière-arrière-petit-fils de Watatsumi, Takakuraji, comme leur ancêtre, et ceci est considéré comme la généalogie originale. Takakuraji descend de Watatsumi à travers Furutama.

## Histoire
On dit que la famille descendait de Tanino Sukune, Gōzoku seigneur du Sumiyoshi-gun (ja) Province de Settsu. Lorsque Taminosukune accueillit l'impératrice Jingu qui revenait de la conquête de Silla (ja) en 200, à la plage de Shichido (Shichido , ville de Sakai, préfecture d'Osaka) (à l'époque comté de Sumiyoshi), il demanda à Taminosukune de les trois dieux Sumiyoshi, puisque l'impératrice Jingū avait le pouvoir des trois dieux Sumiyoshi.
En outre, la zone autour de l'embouchure de la Yodo-gawa, qui est l'entrée de la Nara Basin (ja), a prospéré dès le début en tant que plaque tournante du transport clé, et la cour impériale de Yamato leur a confié le devoir de protéger les ports, d'où dérive également le nom du clan Tsumori. Tout en servant le sanctuaire Sumiyoshi pendant des générations, ils dirigeaient également le clan Umi et maîtrisaient les techniques de navigation. La première preuve que le clan s'appelait Tsumori remonte à l'époque de Tsumori no Sukune Kunimasa (ja), qui a voyagé vers la mer en tant que membre des missions japonaises dans la Chine des Tang.
À la fin de la période Heian, Kunimoto (ja) était également connu comme poète et était actif dans d'autres domaines que son rôle de prêtre. Selon la Généalogie Sumiyoshi et la Généalogie des prêtres du sanctuaire Sumiyoshi et de leur clan, Kunimoto est connu comme le fondateur de la renaissance du clan Tsumori. Durant la période Nanboku-cho, Kunika (ja) et Kunihisa (ja) étaient actifs en tant que commandants militaires de la Cour du Sud,. Durant la période Edo, certains d'entre eux étaient même classés Kugyō.
En 1871, pendant Kunimi, il fut élevé à la pairie en tant que membre d'une prestigieuse famille de sanctuaires, et le 8 juillet 1884, il fut élevé au rang de baron.  

## Prêtre de l'envoyé japonais auprès de la dynastie Tang
- Suminoe no Tsu

## Salle du trône de la cour sud
- Sumiyoshi-no-Anguu (ja)

## Voir également
- Clan Yamato
- Clan Izumo
- Clan Aso
- Clan Owari
- Clan Amabé
- Clan Tanba
- Clan Urabe
- Clan Sarumé
- Kii no Kuni no Miyatsuko
- Clan Munakata
- Clan Yagi